# Élodie Bollée
Pour les articles homonymes, voir Bollée.
Élodie Bollée est une actrice française, née le 20 septembre 1984 à Paris 12e. (Elle est aujourd'hui professeure d'éducation sportive au collège Anne Frank à Paris.)[réf. nécessaire]

## Biographie
Elle fait partie de la famille Bollée, fondeurs de cloches. Elle est à ce titre une lointaine nièce des deux Amédée Bollée père et fils et de Léon Bollée, pionniers de l'automobile.

## Filmographie

### Cinéma
- 1999 : Mon père, ma mère, mes frères et mes sœurs…, de Charlotte de Turckheim : Clémentine
- 2003 : L'Enfant du pays, de René Féret : La cheftaine
- 2004 : Juste un peu de réconfort, d'Armand Lameloise : Vanessa
- 2006 : Jean-Philippe, de Laurent Tuel : Laura / Marion
- 2006 : Français pour débutants, de Christian Ditter : Charlotte
- 2006 : Les Aristos, de Charlotte de Turckheim : Marie-Estelle Saumur-Chantilly de Fortemure
- 2008 : Didine, de Vincent Dietschy : Sabrina
- 2009 : Ex de Fausto Brizzi

### Télévision
- 1998 : Marseille (série télévisée) : Françoise Favier à 10 ans
- 1999 : Nouvelle vie, nouvelle donne (In punta di cuore), de Francesco Massaro (Téléfilm) : Christine
- 2000 : La Canne de mon père de Jacques Renard (Téléfilm) : Marie
- 2000 : Les Filles à papa de Marc Rivière (Téléfilm)
- 2001 : Rastignac ou les Ambitieux d'Alain Tasma (série télévisée) : Julie
- 2001 : Sophie Rousseau, la vie avant tout : Nature mortelle, d'Alain Tasma (Téléfilm) : Muriel
- 2003 : Une femme si parfaite, de Bernard Uzan (Téléfilm) : Alice
- 2004 : La Nourrice, de Renaud Bertrand (Téléfilm) : Sylvette
- 2004 : L'Instit (série télévisée) : Pauline Danville
- 2004 : Nos vies rêvées, de Fabrice Cazeneuve (Téléfilm) : Joëlle
- 2004-2005 : Une fille d'enfer', de Bruno Garcia et Pascal Lahmani (Téléfilm) : Delphine
- 2005 : Le Triporteur de Belleville, de Stéphane Kurc (Téléfilm) : La femme du couple amoureux
- 2005 : Les Enquêtes d'Éloïse Rome (série télévisée) : Laure Lespéré
- 2005 : Louis Page (série télévisée) : Laura
- 2006 : SOS 18 (série télévisée) : Marion
- 2007 : Heidi (série télévisée) : Heidi
- 2009 : Collection Fred Vargas (série télévisée) : La serveuse du café
- 2010 : Au siècle de Maupassant: Contes et nouvelles du XIXème siècle (série télévisée) : La cliente en retard
- 2012 : Lignes de vie (série télévisée) : Élodie
- 2013 : Camping Paradis (série télévisée) : Juliette Duroi